# مركز تنمية الإيرادات غير النفطية
تأسس مركز تنمية الإيرادات غير النفطية بناء على قرار مجلس الوزراء السعودي تحويل وحدة تنمية الإيرادات غير النفطية إلى مركز متخصص، ويهدف المركز إلى تنمية الإيرادات غير النفطية من خلال تطبيق مبادرات ونماذج ومنهجيات وأدوات موحدة وملزمة للجهات الحكومية، وتحسين وتطوير إجراءات تحصيل إيرادات تلك الجهات.

## الاختصاصات
1- دعم الجهات الحكومية وبرامج تحقيق الرؤية في شأن المبادرات والمقترحات المتعلقة بزيادة الإيرادات غير النفطية، وتهيئتها، بما يكفل الموافقة عليها وتنفيذها على الوجه الأكمل.
2- متابعة تنفيذ المبادرات المعتمدة، وتذليل الصعوبات التي قد تواجهها الجهات الحكومية.
3- التنسيق مع الجهات الحكومية وبرامج تحقيق الرؤية في شأن المبادرات المشتركة.
4- إبداء المقترحات المتعلقة برفع كفاية تحصيل الإيرادات الحكومية وبرامج تحقيق الرؤية.
5- إبداء المقترحات التي تؤدي إلى زيادة الإيرادات غير النفطية.

## مجلس الإدارة[3]
- وزير المالية، رئيس المجلس
- نائب وزير الاقتصاد والتخطيط
- أمين اللجنة الاستراتيجية بمجلس الشؤون الاقتصادية والتنمية
- أمين اللجنة المالية بالديوان الملكي
- وكيل وزارة المالية لشؤون الإيرادات